# Крус, Франсиско Хавьер
Франсиско Хавьер Крус Хименес (исп. Francisco Javier Cruz Jiménez; родился 24 мая 1966 года в Сан-Луис-Потоси, Мексика) — мексиканский футболист, полузащитник известный по выступлениям за «Монтеррей» и сборной Мексики. Участник Чемпионата мира 1986 года.

## Клубная карьера
Крус воспитанник клуба «Монтеррей». В 1983 году он дебютировал за основной состав в мексиканской Примере. В сезоне 1986 года Франсиско стал чемпионом Мексики и стал лучшим бомбардиром чемпионата с 15 мячами. В 1988 году он перешёл в испанский «Логроньес», где после окончания сезона вновь вернулся в «Монтеррей». В 1992 году Крус завоевал Кубок Мексики.
Летом того же года он перешёл в УАНЛ Тигрес. После вылета команды в Ассенсо лигу, Франсиско дважды помогал ей возвращаться обратно в элиту. В 1995 году Крус подписал контракт с «Атланте», но уже по окончании сезона вновь переехал в Европу. Его новой командой стал софийский ЦСКА, с которым Франсиско выиграл чемпионат и Кубок Болгарии. В 1997 году он вернулся в УАНЛ Тигрес, после чего недолго выступал за «Монтеррей» и американский «Сан-Антонио Пумас». В 1999 году Крус завершил карьеру.

## Международная карьера
27 апреля 1986 года в товарищеском матче против сборной Канады Курс дебютировал за сборную Мексики. 13 мая 1987 года в матче против сборной Бермуд он забил свой первый гол за национальную команду.
В 1986 году Франсиско попал в заявку сборной на участие в домашнем Чемпионате мира. На турнире он сыграл в поединках против сборных Ирака, Парагвая, Бельгии и ФРГ и забил два гола в ворота иракцев и бельгийцев

### Голы за сборную Мексики
| #   | Дата            | Место                    | Противник | Счёт | Соревнование                          |
| --- | --------------- | ------------------------ | --------- | ---- | ------------------------------------- |
| 01. | 13 мая 1987     | Толука-де-Лердо, Мексика | Бермуды   | 6:0  | Товарищеский матч                     |
| 02. | 3 июня 1986     | Монтеррей, Мексика       | Румыния   | 2:0  | Товарищеский матч                     |
| 03. | 10 февраля 1993 | Торонто, Канада          | Канады    | 1:2  | Чемпионат мира 1994 отборочный турнир |

## Достижения
Командные
 «Монтеррей»
- Чемпионат Мексики по футболу — 1986
- Обладатель Кубка Мексики — 1992

 ЦСКА (София)
- Чемпионат Болгарии по футболу — 1986
- Обладатель Кубка Болгарии — 1992

Индивидуальные
- Лучший бомбардир Лиги MX - 1986